# One Voice
One Voice est une association française qui milite pour les droits humains, les droits des animaux, le droit de l’environnement et le respect de la vie sous toutes ses formes.
L’association dénonce et s’oppose à toutes formes de chasse, d’élevages d’animaux terrestres ou marins en vue d’être mangés et à la consommation de viandes sous quelque forme que ce soit. Elle vise à faire évoluer le sort des animaux afin qu’ils soient reconnus comme des êtres sensibles, mais aussi de faire évoluer les regards et de combattre la souffrance animale.

## Historique
One Voice est un collectif créé en 1995 par Muriel Arnal, fondé sous le statut d'une association de droit local alsacien-mosellan le 13 juin 1997.
En 2022 et 2023, l'association diffuse une campagne et un recours administratif contre l'agrément en expérimentation animale du laboratoire NeuroSpin du Commissariat à l'énergie atomique et aux énergies alternatives (CEA), dont les rapports d'inspection obtenus par l'association révèlent de graves manquements répétés, en particulier dans le traitement des primates utilisés en expérimentation,.
En janvier 2024, l'association sensibilise à la violence sur les animaux en laboratoire, accompagnée du Parti animaliste. En février, elle organise des campagnes de pétition contre le plan loup 2024-2029.
En mai 2024, l'association obtient la condamnation d'éleveurs de Chauvigny-du-Perche, accusés d'être responsable de la mort d'un ours nommé Mischa. Elle attaque en justice un arrêté pris par le préfet de l'Aveyron autorisant d'abattre des chiens errants, soupçonnés d'avoir attaqué des troupeaux. L'association estime que le manque de surveillance des troupeaux est en cause,.
En juillet 2024, l'association porte plainte contre la Coordination rurale de la Haute-Vienne qui propose une prime de 1 000 € à celui qui ramènerait un loup mort.
En octobre 2024, elle dépose un recours pour interdire la chasse en Haute-Garonne et Hautes-Pyrénées contre la chasse aux galliformes de montagne,. La justice déclare les arrêtés de chasse valides.

## Campagnes notables
L'association agit sur l'interdiction de l’exploitation de la captivité animale pour le divertissement dans les cirques et delphinariums, la prise en charge de l'errance animale, la cruauté envers les animaux familiers, la réforme radicale de la chasse et l’interdiction de ses formes les plus cruelles (la chasse à courre, les chasses traditionnelles notamment), la protection des animaux sauvages libres ou élevés et abattus pour leur fourrure. L’association milite également contre l’expérimentation animale et en faveur de la mise en place de méthodes alternatives.
L’organisation réalise des actions militantes à travers des rassemblements non-violents.

### Errance féline
One Voice dénonce la situation des chats errants en France qui touche à minima 11 millions d’animaux en 2021. Plusieurs refuges animaliers sont créés pour répondre à cette cause, à Villeneuve-lès-Béziers, à Veix ou encore à Poix-Terron.

### Expérimentation animale
L’association demande plus de transparence sur le nombre d’animaux utilisés dans le cadre de l'expérimentation animale et sur l’objectif ; ainsi qu'au financement de la recherche de méthodes substitutives et l'emploi systématique de celles-ci. Dans ce cadre, elle développe un label à destination des produits cosmétiques, alimentaires et d'entretien. Ce label cessé en 2023[réf. nécessaire].
One Voice se mobilise pour dénoncer le sort des animaux élevés à des fins d’expérimentation ainsi que le sort des animaux utilisés dans le cadre d’expérimentations.

### Chasse
One Voice considère que la chasse est un loisir pratiqué pour le seul plaisir des humains qui engendre de multiples souffrances pour les animaux. Elle y est donc opposée et milite pour une réforme radicale de la chasse en France qui comprendrait notamment : l’interdiction des formes les plus cruelles (vénerie sous terre, chasse à courre, chasse en enclos, chasses traditionnelles), l’indépendance de la police de la chasse, l’interdiction de chasser des espèces en mauvais état de conservation.
L'association dénonce également les conditions de vie des chiens de chasse.
One Voice saisie le Conseil d'État pour contester une dérogation permettant à certains chasseurs de l'Aveyron et de Lozère de pratiquer la chasse traditionnelle à la grive à l'aide de tendelles, en déclarant que cela enfreigne selon elle le droit européen, et particulièrement la directive de 2009 sur la conservation des oiseaux sauvages. En 2023, le Conseil d'État lui donne raison et annule le refus en 2021 du ministère de la Transition écologique d'abroger l'arrêté de 2005 accordant un sursis à ce mode de chasse.
L'association participe à des saisies d'animaux dans des élevages aux conditions contestées,.

### Exploitation d'animaux sauvages
One Voice s’oppose à la détention des animaux sauvages dans les cirques. L’association considère que les conditions de détention des animaux dans ces établissements sont contraires au respect de leurs besoins biologiques.
Dans le cadre de son combat, l’association mène des enquêtes en immersion dans les cirques pour capter des images en vue de sensibiliser et d'intenter des procédures administratives et judiciaires. L’association porte plainte à chaque cas de cruauté envers les animaux.
En juin 2020, l’association obtient la saisie d’un lion et de quatre lionnes. Quelques mois plus tard, ce sont dix tigres qui sont saisis au profit de l’association.
L'association porte plainte contre un gérant de boîte de nuit ayant utilisé des serpents dans son établissement,.

### Delphinariums
One Voice se bat pour le respect des cétacés et réclame pour eux le statut de personne animale. L’association demande l’interdiction de la reproduction et de la détention de cétacés (orques et dauphins) dans les delphinariums français et mène des enquêtes pour dénoncer les conditions de vie des mammifères marins en captivité,.
One Voice s'oppose à la vente des orques de Marineland d'Antibes pour le Japon,. Une plainte est déposée par l'association après la mort d'un des animaux,,. L'association propose de les installer dans un sanctuaire.

### Animaux élevés pour leur fourrure
One Voice demande l’interdiction des élevages de fourrure en France (vison, lapin angora) et dans le monde. Pour alerter l’opinion et les pouvoirs publics, l’association mène des enquêtes en immersion qui lui permettent de lancer des procédures administratives et judiciaires,. Des actions de sensibilisation sont organisées en ville pour montrer le sort accordé aux lapins agora pour leur fourrure.

### Corrida
En 2019, l'association infiltre l'école taurine de Nîmes pour dénoncer la « banalisation de la violence », où des enfants sont entraînés à tuer de jeunes animaux.
En 2024, l'association dénonce des actes de violences subit par de jeunes taureaux lors d'une novillada.

### Tradition du cou de l'oie
Après de la fête patronale de Saint-Bonnet-près-Riom où des têtes d'animaux morts avaient été arrachées, One Voice porte plainte devant le tribunal judiciaire de Clermont-Ferrand pour savoir comment ces oies, poules et autres lapins ont été tués.

## Polémique

### Effets de la chasse sur la population de sangliers
En 2024, One Voice sort un article déclarant :
les sangliers sont prétendument décrétés en surabondance par les préfets. Des décisions en parfaite inadéquation avec les données scientifiques démontrant que c’est la chasse elle-même qui augmente leurs effectifs.
Mais d'après une étude de , l'augmentation de la population s'explique par le changement climatique qui limite la mortalité hivernale et l'augmentation de la fructification forestière.